# E-Prix de Montreal de 2017
El Montreal ePrix de 2017 (oficialmente, el 2016-17 FIA Formula E Hydro-Québec Montréal ePrix) fue una carrera de monoplazas eléctricos del campeonato de la FIA de la Fórmula E que tuvo lugar el 29 y 30 de julio de 2017 en el circuito callejero de Montreal (Canadá).

## Carrera 1(29 de julio)

### Entrenamientos libres
Todos los horarios corresponden al huso horario local (UTC-4).

#### Primeros libres
| Hora de inicio 8:00 - Hora de finalización 8:45 |     |                        |                                |          |            |         |
| Pos.                                            | N.º | Piloto                 | Equipo                         | Tiempo   | Diferencia | Vueltas |
| 1                                               | 11  | Lucas di Grassi        | ABT Schaeffler Audi Sport      | 1:22.451 | —          | 25      |
| 2                                               | 2   | Sam Bird               | DS Virgin Racing               | 1:23.618 | +1.167     | 21      |
| 3                                               | 25  | Jean-Éric Vergne       | Techeetah                      | 1:23.639 | +1.188     | 21      |
| 4                                               | 9   | Sébastien Buemi        | Renault e.Dams                 | 1:23.750 | +1.299     | 21      |
| 5                                               | 8   | Nicolas Prost          | Renault e.Dams                 | 1:23.783 | +1.332     | 23      |
| 6                                               | 20  | Mitch Evans            | Panasonic Jaguar Racing        | 1:23.898 | +1.447     | 19      |
| 7                                               | 19  | Felix Rosenqvist       | Mahindra Racing Formula E Team | 1:23.922 | +1.471     | 27      |
| 8                                               | 33  | Stéphane Sarrazin      | Techeetah                      | 1:23.922 | +1.471     | 23      |
| 9                                               | 66  | Daniel Abt             | ABT Schaeffler Audi Sport      | 1:24.135 | +1.742     | 24      |
| 10                                              | 3   | Nelson Piquet, Jr.     | NextEV NIO                     | 1:24.193 | +0.442     | 28      |
| 11                                              | 37  | José María López       | DS Virgin Racing               | 1:24.276 | +1.825     | 21      |
| 12                                              | 7   | Jérôme d'Ambrosio      | Faraday Future Dragon Racing   | 1:24.277 | +1.826     | 19      |
| 13                                              | 47  | Adam Carroll           | Panasonic Jaguar Racing        | 1:24.316 | +1.865     | 16      |
| 14                                              | 88  | Oliver Turvey          | NextEV NIO                     | 1:24.363 | +1.912     | 25      |
| 15                                              | 6   | Loïc Duval             | Faraday Future Dragon Racing   | 1:24.605 | +2.154     | 22      |
| 16                                              | 4   | Tom Dillmann           | Venturi Formula E Team         | 1:24.725 | +2.274     | 24      |
| 17                                              | 28  | António Félix da Costa | Andretti Formula E Team        | 1:24.828 | +2.377     | 24      |
| 18                                              | 23  | Nick Heidfeld          | Mahindra Racing Formula E Team | 1:25.002 | +2.551     | 22      |
| 19                                              | 27  | Robin Frijns           | Andretti Formula E Team        | 1:25.246 | +2.795     | 20      |
| 20                                              | 5   | Maro Engel             | Venturi Formula E Team         | 1:25.750 | +3.299     | 25      |

#### Segundos libres
| Hora de inicio 10:30 - Hora de finalización 11:00 |     |                        |                                |          |            |         |
| Pos.                                              | N.º | Piloto                 | Equipo                         | Tiempo   | Diferencia | Vueltas |
| 1                                                 | 8   | Nicolas Prost          | Renault e.Dams                 | 1:22.180 | —          | 13      |
| 2                                                 | 25  | Jean-Éric Vergne       | Techeetah                      | 1:22.378 | +0.198     | 8       |
| 3                                                 | 19  | Felix Rosenqvist       | Mahindra Racing Formula E Team | 1:22.394 | +0.214     | 11      |
| 4                                                 | 33  | Stéphane Sarrazin      | Techeetah                      | 1:22.395 | +0.215     | 9       |
| 5                                                 | 23  | Nick Heidfeld          | Mahindra Racing Formula E Team | 1:22.416 | +0.236     | 7       |
| 6                                                 | 2   | Sam Bird               | DS Virgin Racing               | 1:22.482 | +0.302     | 10      |
| 7                                                 | 6   | Loïc Duval             | Faraday Future Dragon Racing   | 1:22.793 | +0.613     | 10      |
| 8                                                 | 27  | Robin Frijns           | Andretti Formula E Team        | 1:22.815 | +0.635     | 7       |
| 9                                                 | 88  | Oliver Turvey          | NextEV NIO                     | 1:22.983 | +0.803     | 8       |
| 10                                                | 3   | Nelson Piquet, Jr.     | NextEV NIO                     | 1:23.033 | +0.853     | 7       |
| 11                                                | 7   | Jérôme d'Ambrosio      | Faraday Future Dragon Racing   | 1:23.080 | +0.900     | 11      |
| 12                                                | 5   | Maro Engel             | Venturi Formula E Team         | 1:23.404 | +1.224     | 12      |
| 13                                                | 37  | José María López       | DS Virgin Racing               | 1:23.496 | +1.316     | 9       |
| 14                                                | 20  | Mitch Evans            | Panasonic Jaguar Racing        | 1:23.570 | +1.390     | 11      |
| 15                                                | 4   | Tom Dillmann           | Venturi Formula E Team         | 1:23.604 | +1.424     | 12      |
| 16                                                | 11  | Lucas di Grassi        | ABT Schaeffler Audi Sport      | 1:23.893 | +1.713     | 12      |
| 17                                                | 28  | António Félix da Costa | Andretti Formula E Team        | 1:23.970 | +1.790     | 9       |
| 18                                                | 9   | Sébastien Buemi        | Renault e.Dams                 | 1:24.035 | +1.855     | 11      |
| 19                                                | 66  | Daniel Abt             | ABT Schaeffler Audi Sport      | 1:24.492 | +2.312     | 12      |
| 20                                                | 47  | Adam Carroll           | Panasonic Jaguar Racing        | 1:24.986 | +2.806     | 10      |

### Clasificación
Todos los horarios corresponden al huso horario local (UTC-4).

#### Resultados
| Hora de inicio 12:00 - Hora de finalización 12:36 |     |                        |                                |            |            |    |
| Pos.                                              | N.º | Piloto                 | Equipo                         | Tiempo     | Diferencia | P. |
| 1                                                 | 11  | Lucas di Grassi        | ABT Schaeffler Audi Sport      | 1:23.026   | —          | SP |
| 2                                                 | 9   | Sébastien Buemi        | Renault e.Dams                 | 1:23.053   |            | SP |
| 3                                                 | 33  | Stéphane Sarrazin      | Techeetah                      | 1:23.138   |            | SP |
| 4                                                 | 19  | Felix Rosenqvist       | Mahindra Racing Formula E Team | 1:23.232   |            | SP |
| 5                                                 | 8   | Nicolas Prost          | Renault e.Dams                 | 1:23.239   |            | SP |
| 6                                                 | 25  | Jean-Éric Vergne       | Techeetah                      | 1:23.398   |            | 5  |
| 7                                                 | 20  | Mitch Evans            | Panasonic Jaguar Racing        | 1:23.532   |            | 6  |
| 8                                                 | 47  | Adam Carroll           | Panasonic Jaguar Racing        | 1:23.869   |            | 7  |
| 9                                                 | 88  | Oliver Turvey          | NextEV NIO                     | 1:23.923   |            | 8  |
| 10                                                | 4   | Tom Dillmann           | Venturi Formula E Team         | 1:23.931   |            | 9  |
| 11                                                | 6   | Loïc Duval             | Faraday Future Dragon Racing   | 1:23.999   |            | 10 |
| 12                                                | 66  | Daniel Abt             | ABT Schaeffler Audi Sport      | 1:24.302   |            | 11 |
| 13                                                | 27  | Robin Frijns           | Andretti Formula E Team        | 1:24.622   |            | 13 |
| 14                                                | 23  | Nick Heidfeld          | Mahindra Racing Formula E Team | 1:24.769   |            | 14 |
| 15                                                | 28  | António Félix da Costa | Andretti Formula E Team        | 1:24.805   |            | 15 |
| 16                                                | 37  | José María López       | DS Virgin Racing               | 1:25.297   |            | 16 |
| 17                                                | 5   | Maro Engel             | Venturi Formula E Team         | 1:26.369   |            | 17 |
| 18                                                | 2   | Sam Bird               | DS Virgin Racing               | 1:25.770   |            | 18 |
| 19                                                | 3   | Nelson Piquet, Jr.     | NextEV NIO                     | 1:26.165   |            | 19 |
| 20                                                | 7   | Jérôme d'Ambrosio      | Faraday Future Dragon Racing   | Sin tiempo |            | 20 |

Notas:
1. ↑  «Location revealed for Montreal ePrix – Formula E». www.fiaformulae.com (en inglés). Consultado el 28 de julio de 2017.
2. 1 2 3  «Race 1 Results – Formula E». www.fiaformulae.com (en inglés). Archivado desde el original el 14 de agosto de 2017. Consultado el 29 de julio de 2017.
3. 1 2 3 4 5  Las primeras 5 posiciones de la parrilla van a ser determinadas por una Super Pole.

#### Super Pole
| Hora de inicio 12:45 - Hora de finalización 13:00 |     |                   |                                |            |            |    |
| Pos.                                              | N.º | Piloto            | Equipo                         | Tiempo     | Diferencia | P. |
| 1                                                 | 11  | Lucas di Grassi   | ABT Schaeffler Audi Sport      | 1:22.869   | —          | 1  |
| 2                                                 | 9   | Sébastien Buemi   | Renault e.Dams                 | 1:23.065   | +0.196     | 12 |
| 3                                                 | 4   | Stéphane Sarrazin | Techeetah                      | 1:23.179   | +0.310     | 2  |
| 4                                                 | 19  | Felix Rosenqvist  | Mahindra Racing Formula E Team | 1:24.351   | +1.482     | 3  |
| 5                                                 | 8   | Nicolas Prost     | Renault e.Dams                 | Sin tiempo |            | 4  |

Notas:
1. ↑  Fue sancionado con 10 puestos en la grilla de largada por cambiar la batería.
2. ↑  Le fue quitado el tiempo de la super pole. El auto no paso la revisión técnica por bajo peso.

### Carrera
Todos los horarios corresponden al huso horario local (UTC-4).

#### Resultados
| Hora de inicio 16:00 |     |                        |                                |       |                 |    |        |
| Pos.                 | N.º | Piloto                 | Equipo                         | Vtas. | Tiempo/Retirado | P. | Puntos |
| 1                    | 11  | Lucas di Grassi        | ABT Schaeffler Audi Sport      | 35    | 56:55.592       | 1  | 28     |
| 2                    | 25  | Jean-Éric Vergne       | Techeetah                      | 35    | +0.350          | 5  | 18     |
| 3                    | 33  | Stéphane Sarrazin      | Techeetah                      | 35    | +7.869          | 2  | 15     |
| 4                    | 66  | Daniel Abt             | ABT Schaeffler Audi Sport      | 35    | +8.592          | 11 | 12     |
| 5                    | 2   | Sam Bird               | DS Virgin Racing               | 35    | +8.913          | 18 | 10     |
| 6                    | 8   | Nicolas Prost          | Renault e.Dams                 | 35    | +10.058         | 4  | 8      |
| 7                    | 20  | Mitch Evans            | Panasonic Jaguar Racing        | 35    | +10.457         | 6  | 6      |
| 8                    | 27  | Robin Frijns           | Andretti Formula E Team        | 35    | +15.836         | 13 | 4      |
| 9                    | 19  | Felix Rosenqvist       | Mahindra Racing Formula E Team | 35    | +16.764         | 3  | 2      |
| 10                   | 4   | Tom Dillmann           | Venturi Formula E Team         | 35    | +19.320         | 9  | 1      |
| 11                   | 7   | Jérôme d'Ambrosio      | Faraday Future Dragon Racing   | 35    | +20.229         | 20 |        |
| 12                   | 5   | Maro Engel             | Venturi Formula E Team         | 35    | +22.314         | 17 |        |
| 13                   | 3   | Nelson Piquet, Jr.     | NextEV NIO                     | 35    | +23.145         | 19 |        |
| 14                   | 28  | António Félix da Costa | Andretti Formula E Team        | 35    | +34.786         | 15 |        |
| 15                   | 88  | Oliver Turvey          | NextEV NIO                     | 35    | +46.996         | 8  |        |
| 16                   | 47  | Adam Carroll           | Panasonic Jaguar Racing        | 35    | +49.612         | 7  |        |
| Ret                  | 6   | Loïc Duval             | Faraday Future Dragon Racing   | 26    | No terminó      | 10 | 1      |
| Ret                  | 37  | José María López       | DS Virgin Racing               | 23    | No terminó      | 16 |        |
| Ret                  | 23  | Nick Heidfeld          | Mahindra Racing Formula E Team | 13    | No terminó      | 14 |        |
| DSQ                  | 9   | Sébastien Buemi        | Renault e.Dams                 | 35    | Descalificado   | 12 |        |

Notas:
1. ↑  Tres puntos adicionales para el que marco la pole position. (Lucas di Grassi)
2. ↑  Un punto adicional para el que marco la vuelta rápida en carrera. (Loïc Duval)
3. ↑  «Di Grassi wins, Buemi disqualified – Formula E». www.fiaformulae.com (en inglés). Consultado el 30 de julio de 2017.
4. ↑  Sébastien Buemi fue descalificado. El auto no paso la revisión técnica por bajo peso.[4]

## Carrera 2(30 de julio)

### Entrenamientos libres
Todos los horarios corresponden al huso horario local (UTC-4).

#### Primeros libres
| Hora de inicio 8:00 - Hora de finalización 8:45 |

#### Segundos libres
| Hora de inicio 10:30 - Hora de finalización 11:00 |

### Clasificación
Todos los horarios corresponden al huso horario local (UTC-4).

#### Resultados
| Hora de inicio 12:00 - Hora de finalización 12:36 |     |                        |                                |          |            |    |
| Pos.                                              | N.º | Piloto                 | Equipo                         | Tiempo   | Diferencia | P. |
| 1                                                 | 2   | Sam Bird               | DS Virgin Racing               | 1:22.012 | —          | SP |
| 2                                                 | 19  | Felix Rosenqvist       | Mahindra Racing Formula E Team | 1:22.051 |            | SP |
| 3                                                 | 25  | Jean-Éric Vergne       | Techeetah                      | 1:22.378 |            | SP |
| 4                                                 | 23  | Nick Heidfeld          | Mahindra Racing Formula E Team | 1:22.423 |            | SP |
| 5                                                 | 11  | Lucas di Grassi        | ABT Schaeffler Audi Sport      | 1:22.459 |            | SP |
| 6                                                 | 66  | Daniel Abt             | ABT Schaeffler Audi Sport      | 1:22.694 |            | 6  |
| 7                                                 | 8   | Nicolas Prost          | Renault e.Dams                 | 1:22.721 |            | 20 |
| 8                                                 | 4   | Tom Dillmann           | Venturi Formula E Team         | 1:22.822 |            | 7  |
| 9                                                 | 3   | Nelson Piquet, Jr.     | NextEV NIO                     | 1:22.972 |            | 8  |
| 10                                                | 33  | Stéphane Sarrazin      | Techeetah                      | 1:23.057 |            | 9  |
| 11                                                | 7   | Jérôme d'Ambrosio      | Faraday Future Dragon Racing   | 1:23.058 |            | 10 |
| 12                                                | 37  | José María López       | DS Virgin Racing               | 1:23.313 |            | 11 |
| 13                                                | 6   | Loïc Duval             | Faraday Future Dragon Racing   | 1:23.337 |            | 12 |
| 14                                                | 9   | Sébastien Buemi        | Renault e.Dams                 | 1:23.372 |            | 13 |
| 15                                                | 28  | António Félix da Costa | Andretti Formula E Team        | 1:23.635 |            | 14 |
| 16                                                | 27  | Robin Frijns           | Andretti Formula E Team        | 1:23.655 |            | 15 |
| 17                                                | 88  | Oliver Turvey          | NextEV NIO                     | 1:23.709 |            | 16 |
| 18                                                | 20  | Mitch Evans            | Panasonic Jaguar Racing        | 1:23.755 |            | 17 |
| 19                                                | 5   | Maro Engel             | Venturi Formula E Team         | 1:23.811 |            | 18 |
| 20                                                | 47  | Adam Carroll           | Panasonic Jaguar Racing        | 1:24.024 |            | 19 |

Notas:
1. 1 2 3  «Race 2 Results – Formula E». www.fiaformulae.com (en inglés). Archivado desde el original el 5 de septiembre de 2017. Consultado el 30 de julio de 2017.
2. 1 2 3 4 5  Las primeras 5 posiciones de la parrilla van a ser determinadas por una Super Pole.
3. ↑  Fue sancionado con 20 puestos en la grilla de largada por cambiar el motor y el inversor.

#### Super Pole
| Hora de inicio 12:45 - Hora de finalización 13:00 |     |                  |                                |          |            |    |
| Pos.                                              | N.º | Piloto           | Equipo                         | Tiempo   | Diferencia | P. |
| 1                                                 | 19  | Felix Rosenqvist | Mahindra Racing Formula E Team | 1:22.344 | —          | 1  |
| 2                                                 | 2   | Sam Bird         | DS Virgin Racing               | 1:22.559 | +0.215     | 2  |
| 3                                                 | 25  | Jean-Éric Vergne | Techeetah                      | 1:22.769 | +0.425     | 3  |
| 4                                                 | 23  | Nick Heidfeld    | Mahindra Racing Formula E Team | 1:23.041 | +0.697     | 4  |
| 5                                                 | 11  | Lucas di Grassi  | ABT Schaeffler Audi Sport      | 1:23.557 | +1.213     | 5  |

Notas:

### Carrera
Todos los horarios corresponden al huso horario local (UTC-4).

#### Resultados
| Hora de inicio 16:00 |     |                        |                                |       |                 |    |        |
| Pos.                 | N.º | Piloto                 | Equipo                         | Vtas. | Tiempo/Retirado | P. | Puntos |
| 1                    | 25  | Jean-Éric Vergne       | Techeetah                      | 37    |                 | 3  | 25     |
| 2                    | 19  | Felix Rosenqvist       | Mahindra Racing Formula E Team | 37    | +0.896          | 1  | 21     |
| 3                    | 37  | José María López       | DS Virgin Racing               | 37    | +4.468          | 11 | 15     |
| 4                    | 2   | Sam Bird               | DS Virgin Racing               | 37    | +7.114          | 2  | 12     |
| 5                    | 23  | Nick Heidfeld          | Mahindra Racing Formula E Team | 37    | +21.933         | 4  | 10     |
| 6                    | 66  | Daniel Abt             | ABT Schaeffler Audi Sport      | 37    | +24.444         | 6  | 8      |
| 7                    | 11  | Lucas di Grassi        | ABT Schaeffler Audi Sport      | 37    | +24.855         | 5  | 6      |
| 8                    | 33  | Stéphane Sarrazin      | Techeetah                      | 37    | +26.038         | 9  | 4      |
| 9                    | 7   | Jérôme d'Ambrosio      | Faraday Future Dragon Racing   | 37    | +28.282         | 10 | 2      |
| 10                   | 4   | Tom Dillmann           | Venturi Formula E Team         | 37    | +28.591         | 7  | 1      |
| 11                   | 9   | Sébastien Buemi        | Renault e.Dams                 | 37    | +35.170         | 13 |        |
| 12                   | 20  | Mitch Evans            | Panasonic Jaguar Racing        | 37    | +36.548         | 17 |        |
| 13                   | 27  | Robin Frijns           | Andretti Formula E Team        | 37    | +36.826         | 15 |        |
| 14                   | 47  | Adam Carroll           | Panasonic Jaguar Racing        | 37    | +36.972         | 19 |        |
| 15                   | 28  | António Félix da Costa | Andretti Formula E Team        | 37    | +39.720         | 14 |        |
| 16                   | 3   | Nelson Piquet, Jr.     | NextEV NIO                     | 37    | +46.751         | 8  |        |
| 17                   | 88  | Oliver Turvey          | NextEV NIO                     | 37    | +49.116         | 16 |        |
| 18                   | 5   | Maro Engel             | Venturi Formula E Team         | 37    | +1:33.530       | 18 |        |
| 19                   | 6   | Loïc Duval             | Faraday Future Dragon Racing   | 34    | +3 vueltas      | 12 |        |
| Ret                  | 8   | Nicolas Prost          | Renault e.Dams                 | 32    | No terminó      | 20 | 1      |

Notas:
1. ↑  Tres puntos adicionales para el que marco la pole position. (Felix Rosenqvist)
2. ↑  Un punto adicional para el que marco la vuelta rápida en carrera. (Nicolas Prost)